# It Only Hurts When I'm Breathing
Singles de Shania Twain
When You Kiss Me
(2003) Party for Two
(2004)
It Only Hurts When I'm Breathing est le dernier extrait de l'album Up! de Shania Twain.

## Succès de la chanson
Aux États-Unis, sur les palmarès country, la chanson en 50e position et sera en mai 2004 en 18e position. Sur les palmarès adulte contemporain, la chanson débute en 29e position et sera en mai 2004 en 16e position. Sur les palmarès officiels, la chanson débute en 76e position et sera la semaine suivante en 7e position et y reste pendant 3 semaines. Il reste dans les charts pendant 7 semaines.

## Charts mondiaux
| Pays                             | Meilleure Position |
| -------------------------------- | ------------------ |
| États-Unis Billboard Hot 100     | 71                 |
| États-Unis Billboard Pop 100     | 16                 |
| États-Unis Billboard Hot Country | 18                 |